# Општина Гоставацу (Олт)
Гоставацу (рум. Gostavăţu) општина је у Румунији у округу Олт.
Oпштина се налази на надморској висини од 69 m.